# Saša Dobrila
Saša Dobrila, slovenski ilustrator, ustvarjalec risanih stripov in režiser lutkovnih filmov, * 8. julij 1922, Ljubljana, Ljubljanska oblast, Kraljevina SHS † 10. junij 1992, Slivniško Pohorje, Slovenija.

## Življenje in delo
V Ljubljani in Pragi je študiral arhitekturo. Po vzoru čeških mojstrov, predvsem znamenitega animatora lutk Jiřija Trnke, je ustvaril vrsto lutkovnih filmov,  podpisal prvi slovenski animirani film Sedem na en mah, ki ga je za Triglav film leta 1952 posnel v črnobeli tehniki. Za ta film je sam izdelal lutke, scenarij in sceno. S svojim delom je vplival na razvoj slovenskega animiranega filma.  V nadaljevanju je Dobrila naredil veliko kratkih filmov v sodelovanju z ljubljanskimi podjetji (Triglav film in Viba film), kasneje pa zaradi boljših delovnih odnosov odšel v Zagreb. Nekaj filmov je naredil tudi v Sarajevu. Za lutkovni film Motorist je prejel prvo nagrado za animacijo na 6. filmskem festivalu v Pulju.
Leta 1941 je v Družinskem tedniku objavil svoj prvi strip z naslovom Mačji grad, najboljše stripe pa je narisal v drugi polovici 60-ih let 20. stoletja, potem ko je po Jugoslaviji režiral kar 16 animiranih filmov. Njegovi najpomembnejši avtorski stripovski stvaritvi sta Argonavti in Sad maščevanja.